# Отчёт Литтона

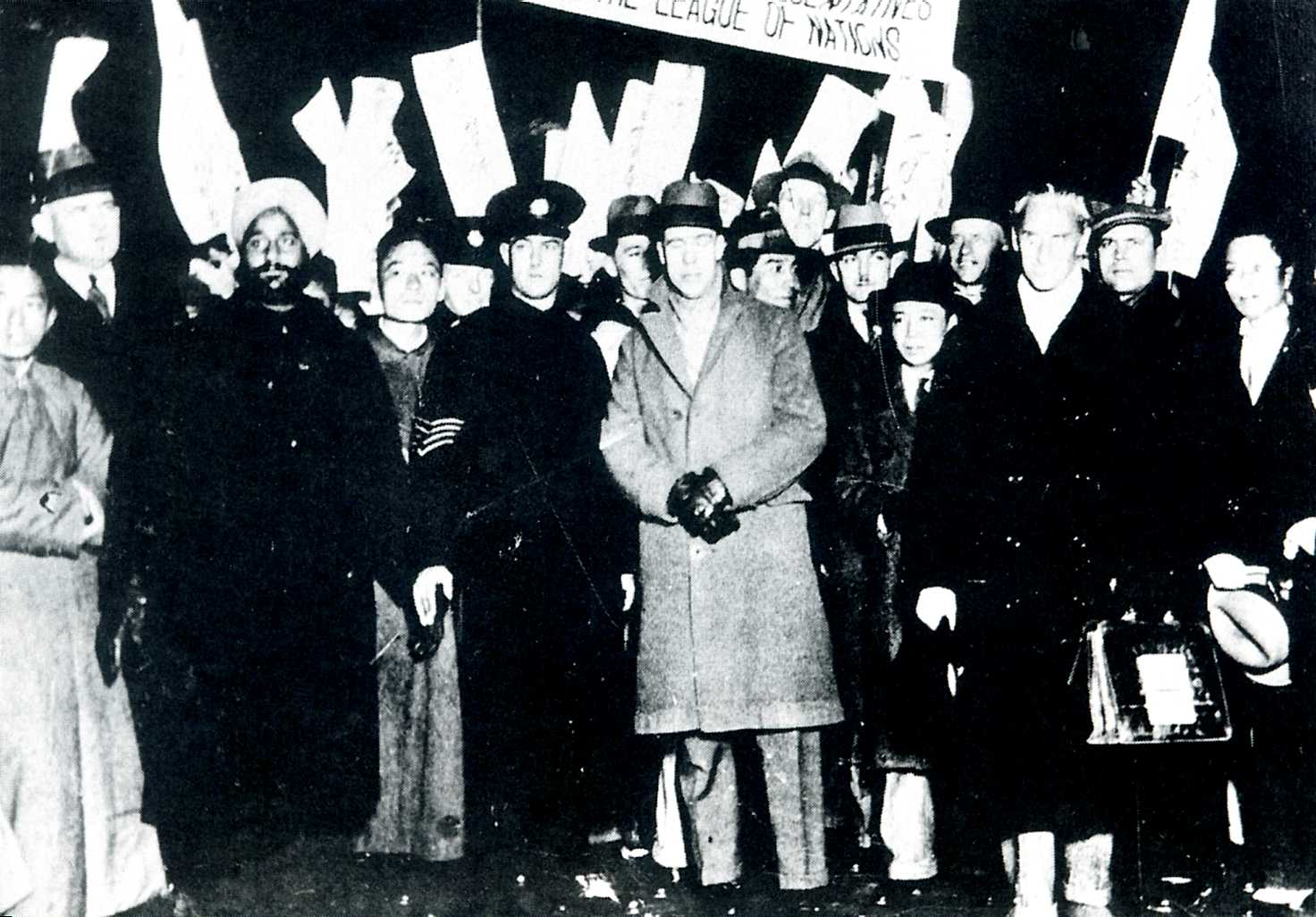
Прибытие комиссии Литтона в Шанхай. Литтон — в центре, в сером пальто

Комиссия Литтона на месте подрыва железной дороги

Отчёт Литтона или Литтона комиссия — доклад, написанный комиссией Лиги Наций, посланной для изучения обстоятельств Маньчжурского инцидента. В то время уже на территории Маньчжурии японцы создали государство Маньчжоу-го. Комиссия в течение двух месяцев занималась расследованием и сбором материалов.
Комиссию возглавлял Виктор Бульвер-Литтон из Великобритании; помимо него в комиссию входили представители США (генерал Фрэнк Росс МакКой), Германии (доктор Хайнрих Шнее), Италии (граф Альдрованди-Марескотти) и Франции (генерал Анри Клодель). Предполагалось, что написанный ими отчёт сможет снизить уровень противостояния между Китайской республикой и Японской империей, и тем самым уменьшить вероятность войны на Дальнем Востоке. Группа встретилась с представителями правительств Китая и Японии, а затем провела весной 1932 года шесть недель в Маньчжурии.
В предоставленном комиссией отчёте описывалась ситуация, сложившаяся в Маньчжурии к сентябрю 1931 года, отрицательные черты китайской администрации, и обосновывались выдвинутые Японией обвинения. Далее шёл рассказ о событиях сентября 1931 года, базировавшийся на свидетельствах многочисленных очевидцев. Было уделено внимание причинам и порядку образования Маньчжоу-го, уже провозглашённому к моменту прибытия комиссии в Маньчжурию. Рассматривались экономические интересы Японии в Маньчжурии и Китае, суть и результаты китайского бойкота японских товаров, признавались особые интересы Японии в Маньчжурии. Было упомянуто о советских интересах в регионе
В итоговом заключении комиссии было зафиксировано, что все японские действия были спланированной агрессией, а Маньчжурия признавалась территорией Китая. К тому же японское заявление о том, что Китай — это дезорганизованное государство, не было признано. В докладе также отмечалось, что государство Маньчжоу-го создано по воле самой Японии, но без воли народа, проживающего на данной территории. Япония признавалась нарушительницей международных договоров и Устава Лиги наций.
В заключение комиссия описывала условия, которым, по её мнению, должно соответствовать любое приемлемое решение возникших вопросов, и предлагала различные варианты соглашений. Так, проблему Маньчжурии предлагалось интернационализировать, решать этот вопрос в рамках доктрины «открытых дверей», при этом учитывая интересы Японии, СССР и Китая.
В итоге, в ноябре 1932 г. данный доклад Литтона был представлен на рассмотрение Совета Лиги наций в Женеве. В ходе чего, доклад не был одобрен японской стороной и было решено по инициативе Великобритании передать доклад на обсуждение в «комитет 19-ти» по наблюдению за развитием маньчжурского вопроса.
Однако доклад так и не назвал прямо виновника произошедших в Маньчжурии событий. Несмотря на то, что члены комиссии были единодушны в том, что вина лежит на японской стороне, по настоянию французского представителя Япония не была названа агрессором. Чтобы соблюсти баланс между противоречащими друг другу подходами сторон, отчёт, хотя и повторил японскую точку зрения об ответственности китайской стороны, но в то же время заявил, что действия японской Императорской армии нельзя рассматривать как законную самооборону. Касательно Маньчжоу-го отчёт указал, что государство не могло бы быть создано без присутствия японских войск, что оно не поддерживается китайцами, и что его создание не было результатом естественного волеизъявления народных масс.
Официальное оглашение Отчёта Литтона было назначено на 2 октября 1932 года, но ещё в сентябре Япония заявила о дипломатическом признании Маньчжоу-го. После оглашения отчёта Литтона на заседании Генеральной Ассамблеи Лиги Наций, когда общее мнение стало склоняться к объявлению Японии агрессором, японская делегация, возглавляемая послом Ёсукэ Мацуока, в феврале 1933 года покинула её заседания. 27 марта 1933 года Япония официально заявила о выходе из Лиги Наций.